# 格林特設鎮區 (密歇根州)
格林特設鎮區（英語：Green Charter Township）是位於美國密歇根州米科斯塔縣的一個特設鎮區。

## 地方資料
格林特設鎮區的面積為97.30平方千米，當中陸地面積為95.80平方千米，而水域面積為1.50平方千米。根據2020年美國人口普查的數據，當地共有人口3219人，而人口密度為每平方千米33.08人。